# Reigate
Reigate (engelskt uttal: [ˈraɪɡeɪt]) är en stad i grevskapet Surrey i sydöstra England. Staden är huvudort i distriktet Reigate and Banstead och ligger vid foten av North Downs, cirka 30,5 kilometer söder om centrala London. Omedelbart öster om Reigate ligger staden Redhill. Tätorten (built-up area) hade 23 788 invånare vid folkräkningen år 2021. Reigate nämndes i Domedagsboken (Domesday Book) år 1086, och kallades då Cherchefelle.
År 2020 blev Reigate säte för Surreys grevskapsfullmäktige.